# Flugplatz Weser-Wümme

i7
i11
i13
Der Flugplatz Weser-Wümme (ICAO-Code: EDWM) ist ein Verkehrslandeplatz in Niedersachsen im Landkreis Rotenburg (Wümme) bei der Gemeinde Hellwege. Der Platz liegt ca. 30 km östlich von Bremen und ca. 12 km südwestlich von Rotenburg (Wümme). Er wird von der Airbus Flugsportgruppe Bremen e. V. betrieben und ist für Flugzeuge bis 2000 kg zugelassen. Den Piloten steht eine 850 Meter lange und 30 Meter breite Graspiste als Start- und Landebahn zur Verfügung.